# Виктор дел Арбол
Виктор дел Арбол (на испански: Víctor del Árbol) е испански писател.

## Биография
Роден е през 1968 г. в Барселона, Испания. Започва да пише поезия, когато е на 14 години. Следва история в Барселонския университет. Работи като радиоводещ.

## Творчество
- El peso de los muertos, Editorial Castalia, 2006 – награда „Тифлос“ за роман
- El abismo de los sueños, 2008
- La tristeza del samurái, Alrevés Editorial, 2011
- Respirar por la herida, Alrevés Editorial, 2013
Живи рани, изд.: ИК „Изток-Запад“ (2016), прев. Светла Христова
- Un millón de gotas, Destino, 2014 – голямата френска награда за криминален роман на чуждестранен автор[2]
- La víspera de casi todo, Destino, 2016 – награда „Надал“
- Por encima de la lluvia, Destino, 2017 – premio Valencia Negra
- Antes de los años terribles, Destino, 2019
- El hijo del padre, Destino, 2021
- Nadie en esta tierra, Destino, 2023
- El tiempo de las fieras, Destino, 2024